# O tú o nada
"O Tú o Nada" é uma canção interpretada pela atriz e cantora mexicana Lucero. Foi lançado em 6 de Abril de 2006 como segundo single do álbum Quiéreme Tal Como Soy pela EMI Music e Capitol Records.

## Informações
A canção é uma balada romântica que dura três minutos e 29 segundos e foi escrito por Rafael Pérez Botija.

## Lançamentos
"O Tú o Nada" foi lançada em CD single em 6 de Abril de 2006.

## Interpretações ao vivo
Lucero interpretou "O Tú o Nada" pela primeira vez durante uma apresentação em Acapulco, em 24 de Agosto de 2006. Em Janeiro de 2007, Lucero interpretou a canção durante o Festival de la Serena, no Chile. Em 26 de Março, interpretou a canção durante sua apresentação no Auditório Nacional. Posteriormente ela foi lançada em seu segundo álbum ao vivo En Vivo Auditorio Nacional, em 26 de Setembro de 2007. Em Outubro, Lucero interpretou a canção no programa Hoy.

## Formato e duração
- Airplay / CD single

1. "O Tú o Nada" – 3:29

## Charts
| Chart (2006) | Posição |
| ------------ | ------- |
| México       | 64      |
| Argentina    | 35      |
| Colômbia     | 45      |
| Chile        | 19      |
| Guatemala    | 10      |
| Honduras     | 4       |
| Nicarágua    | 10      |
| Peru         | 20      |
| Venezuela    | 10      |

## Histórico de lançamentos
| País   | Data               | Formato           | Gravadora                 |
| ------ | ------------------ | ----------------- | ------------------------- |
| México | 6 de Abril de 2006 | Airplay CD single | EMI Music Capitol Records |